# Brisse
Die Brisse ist ein kleiner Fluss im mittleren Westen von Frankreich, der im Département Loir-et-Cher der Region Centre-Val de Loire südwestlich der Stadt Vendôme verläuft.

## Geografie

### Verlauf
Die Brisse entspringt am nördlichen Ortsrand von Nourray, entwässert  generell in nordwestlicher Richtung und mündet nach rund 14 Kilometern im Gemeindegebiet von Thoré-la-Rochette als linker Nebenfluss in den Loir.
Auf ihrem Weg quert die Brisse gleich drei Bahnstrecken. Es sind dies die Bahnstrecke Brétigny–La Membrolle-sur-Choisille, die Schnellverkehrsstrecke LGV Atlantique und die Bahnstrecke Pont-de-Braye–Blois. 

### Orte am Fluss
(Reihenfolge in Fließrichtung)
- Nourray
- Les Gats, Gemeinde Huisseau-en-Beauce
- Pouline, Gemeinde Villerable
- Villiersfaux
- Marcilly-en-Beauce
- Thoré-la-Rochette